# Менготти, Адольф
Адольф Менготти (нем. Adolfo Mengotti Arnaiz; 12 ноября 1901, Вальядолид, Кастилия и Леон — 1984) — швейцарский футболист, игравший на позиции полузащитника. Известный по выступлениям за клуб «Реал Мадрид», а также сборную Швейцарии, в составе которой стал серебряным призёром Олимпийских игр 1924 года.

## Клубная карьера
Адольф Менготти родился в испанском городе Вальядолид в 1901 году. Его мать была родом из Бургоса, а отец Альфредо Менготти работал представителем компании Nestlé в Испании, а позже был послом Швейцарии в Испании. Студенческие годы Адольф проводил с двумя братьями Артуро и Франциско в Женеве где впервые начал играть в футбол. Во взрослом футболе Адольф Менготти дебютировал в 1919 году выступлениями за клуб «Реал Мадрид». После успешного выступления на Олимпийских играх 1924 года, на которых Менготти стал серебряным призёром, «Реал» предложил ему профессиональный контракт, однако он отказался, поскольку считал футбол своим хобби, а не профессией. По возвращении в Швейцарию несколько лет выступал за женевский клуб «Серветт».

## Выступления за сборную
В 1924 году Адольф Менготти дебютировал в официальных матчах в составе национальной сборной Швейцарии. В составе сборной был участником футбольного турнира на Олимпийских играх 1924 года в Париже, где вместе с командой завоевал серебряные награды. В дальнейшем в национальной команде не играл.

## Личная жизнь
У Адольфо Менготти было 8 братьев и сестёр (Альфредо, Энрике, Пако, Артуро, Матильда, Тереза, Карлос и Леонор).

## Титулы и достижения
- Серебряные медали Олимпийских игр: 1924